# شهرستان استیل (کنتاکی)
شهرستان استیل، کنتاکی (به انگلیسی: Estill County, Kentucky) یک سکونتگاه مسکونی در ایالات متحده آمریکا است که در کنتاکی واقع شده‌است.